# Phil Dunster
Philip James Dunster (Northampton, 31 de marzo de 1992) es un actor inglés. Es conocido por sus papeles en el drama de Sky One Strike Back (2017-2018), la serie de ciencia ficción de Channel 4 Humans (2018), la comedia dramática de ITV The Trouble with Maggie Cole (2020), la serie de deportes de Apple TV+ Ted Lasso (2020–) y el thriller de Amazon Prime The Devil's Hour (2022).

## Primeros años de vida
Dunster nació en Northampton. Asistió a la Escuela Leighton Park en Reading, donde fue dirigente estudiantil. Jugó al rugby cuando era niño, aunque a los quince años se dio cuenta de que era demasiado pequeño después de una prueba fallida para el London Irish. También consideró seguir los pasos de su padre y su hermano y unirse al ejército. Luego se formó en la Escuela de Teatro Bristol Old Vic y se graduó con una licenciatura en actuación en 2014.

## Carrera
En 2015, Dunster interpretó a Claudio en la producción de Reading Theatre de Mucho ruido y pocas nueces, hizo su debut televisivo en la comedia de situación de Channel 4 Catastrophe e interpretó a Dickie Baker en la película de bajo presupuesto The Rise of the Krays, un papel que repetiría en su secuela al año siguiente The Fall of the Krays .
Dunster interpretó a Arthur en Pink Mist en el Bristol Old Vic y en el Bush Theatre de Londres, por la que recibió una nominación al Premio Laurence Olivier en 2016. Ese mismo año, apareció en The Entertainer en el Garrick Theatre y en dos episodios del drama criminal de Sky One Stan Lee's Lucky Man.
De 2017 a 2018, Dunster estuvo en el elenco principal de Strike Back como Lance Corporal Will Jensen para su sexta serie, también conocida como Strike Back: Retribution, también en Sky One. Tuvo papeles recurrentes en el drama de Sky Atlantic Save Me como BJ McGory y en la tercera temporada de la serie de ciencia ficción de Channel 4 Humans como Tristan. También apareció en las películas Megan Leavey, Murder on the Orient Express y All Is True. En el 2019, apareció en la miniserie de Sky Atlantic Catherine the Great, así como en las películas Judy y The Good Liar.
En 2020, Dunster comenzó a interpretar al futbolista Jamie Tartt en la comedia deportiva de Apple TV+ Ted Lasso. También interpretó a Jamie Cole en la comedia dramática de ITV The Trouble with Maggie Cole y apareció en la serie de tres partes Drácula de BBC One. Interpretó a Mike Stephens en el thriller de Amazon Prime del 2022 The Devil's Hour.

## Vida personal
Dunster es un fanático del fútbol desde pequeño y es hincha del club londinense AFC Wimbledon. Está en una relación con la cineasta Eleanor "Ellie" Heydon.

## Filmografía

### Cine
| Año  | Título                       | Rol                    | Notas        |
| ---- | ---------------------------- | ---------------------- | ------------ |
| 2013 | A Film Makers Son            | Big Robbie             |              |
| 2015 | The Rise of the Krays        | Dickie Baker           |              |
| 2015 | Shadows                      | Jogger                 | Cortometraje |
| 2016 | The Fall of the Krays        | Dickie Baker           |              |
| 2017 | Megan Leavey                 | Coletta                |              |
| 2017 | Murder on the Orient Express | Coronel John Armstrong |              |
| 2018 | All Is True                  | Henry, el Estudiante   |              |
| 2019 | Judy                         | Ben                    |              |
| 2019 | The Good Liar                | Roy Courtnay           |              |

### Televisión
| Año           | Título                                | Rol                        | Notas                       |
| ------------- | ------------------------------------- | -------------------------- | --------------------------- |
| 2015–2017     | Catastrophe                           | Nico                       | 2 episodios                 |
| 2016          | Stan Lee's Lucky Man                  | JC                         | 2 episodios                 |
| 2017          | Benidorm                              | Ryan                       | 1 episodio                  |
| 2017          | Man in an Orange Shirt                | Bruno                      | 1 episodio                  |
| 2017–2018     | Strike Back                           | Lance Corporal Will Jensen | Rol principal, 8 episodios  |
| 2018          | Save Me                               | BJ McGory                  | Rol recurrente, 5 episodios |
| 2018          | Humans                                | Tristan                    | Rol recurrente, 6 episodios |
| 2018          | No Offence                            | Chief Inspector Pembroke   | 2 episodios                 |
| 2019          | Catherine the Great                   | Conde Andrei Razumovsky    | Miniserie, 2 episodios      |
| 2020          | Dracula                               | Quincey Morris             | Miniserie, 1 episodio       |
| 2020          | The Trouble with Maggie Cole          | Jamie Cole                 | Rol principal, 6 episodios  |
| 2020–presente | Ted Lasso                             | Jamie Tartt                | Rol principal, 20 episodios |
| 2022          | Ten Percent                           | Jordan O’Connor            | 1 episodio                  |
| 2022          | The Devil's Hour                      | Mike Stephens              | Rol principal, 6 episodios  |
| 2023          | Hannah Waddingham: Home for Christmas |                            | Especial Apple TV           |

## Premios y nominaciones
| Año  | Premio                     | Categoría                             | Obra      | Resultado | Ref.   |
| ---- | -------------------------- | ------------------------------------- | --------- | --------- | ------ |
| 2016 | Laurence Olivier           | Mejor desempeño en un teatro afiliado | Pink Mist |           | [ 13 ] |
| 2017 | Off West End Awards        | Mejor actuación masculina             | Pink Mist |           |        |
| 2021 | Screen Actors Guild Awards | Mejor reparto de televisión - Comedia | Ted Lasso |           | [ 14 ] |
| 2022 | Screen Actors Guild Awards | Mejor reparto de televisión - Comedia | Ted Lasso |           | [ 15 ] |